# Frontální výuka

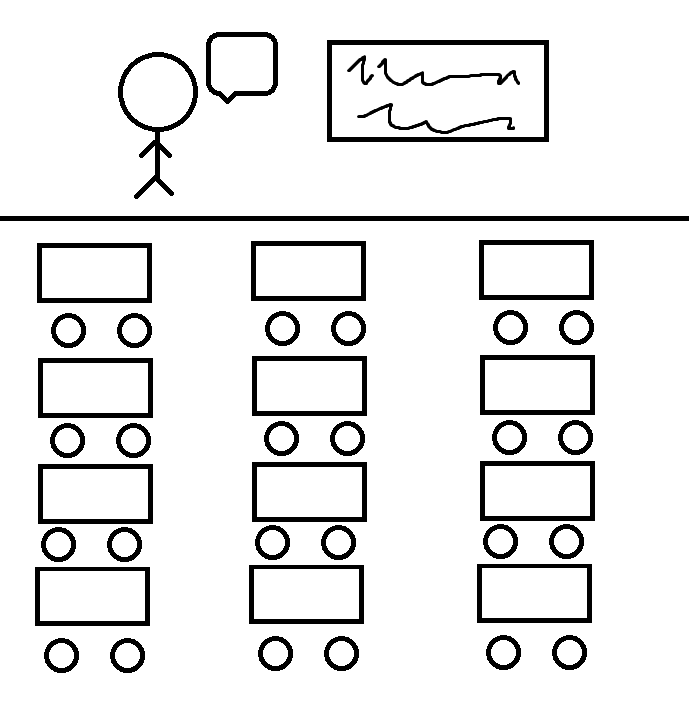
Možná struktura třídy při frontální výuce.

Frontální výuka je nejčastěji využívaná výuková metoda, která probíhá především ve formě vyprávění a vysvětlování. Slovní projev učitele je často doplňován zápisem na tabuli, demonstrací obrazů a předváděním. Učitel při frontální výuce řídí, usměrňuje a kontroluje aktivity žáků. Je pro ni typické hromadné předávání informací.
Frontální výuka se občas označuje termíny „klasická výuka“ nebo „hromadná výuka“ a je součástí tradičního školství.

## Základní znaky frontální výuky
Učitel při frontální výuce pracuje hromadně se všemi žáky ve třídě jednou společnou formou, se stejným obsahem činnosti. Vyznačuje se společnou prací žáků ve třídě s dominantním postavením učitele (učitel je středem dění, je mu věnována pozornost). Frontální výuka nejčastěji sestává z úseků vedených frontálně a z momentů individuální práce žáků. Komunikace probíhá zejména jednosměrně od učitele k žákům. Učitel stanovuje tempo a učební úlohy, které jsou stejné pro celou třídu. Žáci řeší úlohy podle instrukcí učitele, který hodnotí jejich práci. Uspořádání třídy je stálé.

## Metody frontální výuky
Ve frontální výuce je využito zejména transmisivních (předávajících) výukových metod. Tedy metod slovních: vyprávění, vysvětlování, přednáška, práce s textem, rozhovor. Metod názorně demonstračních: předvádění, práce s obrazem, instruktáž. A metod dovednostně praktických: napodobování, manipulování, vytváření dovedností, produkční metody a jejich kombinacemi.

## Výhody frontální výuky
Mezi výhody frontální výuky se řadí:
- Menší náročnost na pedagogické vědomosti, dovednosti a zkušenosti pedagoga
- Časová efektivnost výuky
- Jasná struktura, systematičnost
- Schopnost předat velké množství informací
- Zjednodušení diagnostických činností při výuce
- Jednoduchost procvičování a upevňování učiva
- Menší nároky na myšlenkovou činnost žáka[5]

## Nevýhody frontální výuky
Mezi nevýhody frontální výuky se řadí:
- Nedostatečný rozvoj tvořivosti, představivosti, fantazie
- Málo povzbuzuje zájem žáka o učení
- Nezprostředkuje sebepoznání
- Nedává žákům prostor k vyjádření vlastních názorů [5]
- Obtížnost naplňování výchovně vzdělávacích cílů
- Obtížnost osvojování vědomostí, dovedností návyků a postojů
- Menší rozvoj logického myšlení, představivosti, aktivity, tvořivosti a samostatnosti
- Malý rozvoj kooperace, komunikace, zodpovědnosti za práci, schopnosti týmové práce
- Neumožňuje individualizaci výuky
- Hůře se přizpůsobuje potřebám nadaných a podprůměrných žáků[4]
- Motivuje méně než jiné metody
- Neposkytuje tolik prostoru pro zpětnou vazbu
- Neaktivizuje dostatečně žáka